# Santa Cruz Breakers FC
El Santa Cruz Breakers FC es un equipo de fútbol de los Estados Unidos que juega en la USL League Two, la tercera división de fútbol en el país.

## Historia
Fue fundado en el año 2007 en la ciudad de Santa Cruz, California como uno de los equipos de expansión de la NPSL para la temporada de ese año, liga en la que jugaron dos temporadas en la división noroeste y desaparecieron en 2008 sin poder acceder a los playoffs. Es el equipo que representa a la Santa Cruz Breakers Academy fundada en 1992.
En 2018 la franquicia es refundada para ser uno de los equipos de expansión de la Premier Development League (hoy en día USL League Two).

## Temporadas en la NPSL
| Año  | División | Liga | Temporada Regular | Playoffs     | US Open Cup  |
| ---- | -------- | ---- | ----------------- | ------------ | ------------ |
| 2007 | 4        | NPSL | 3.º, Northwest    | No clasificó | No clasificó |
| 2008 | 4        | NPSL | 2.º, Northwest    | No clasificó | No clasificó |

## Entrenadores
- Michael Runeare (2007–2008 ,2018-)